# Emmanuel Marinho
Emmanuel Marinho do Nascimento Filho (17 de julho de 1956), Dourados, Mato Grosso do Sul, é um poeta, ator e educador brasileiro singularizado pela sensibilidade, simplicidade das suas poesia que tratam com os temas universais como o amor, terra, vida, desigualdade e o pão.

## Biografia
Filho de dona Sônia Geraldi Marinho, Emmanuel iniciou a carreira em meados da década de 1970 ainda na adolescência quando concebeu o primeiro poema “Índia Velha”, fez muito sucesso na geração de jovens que viviam sobre o clima criado pelo Governo Militar, ganhou reconhecimento na composição de poemas, com destaque também na edição em livros e na interpretação deles no teatro e na música. Formado academicamente em psicologia e pós-graduado em artes cênicas pela UFRJ, é uma figura importantíssima para a cultura acadêmica Douradense, tendo suas obras como obrigatória nos vestibulares, mestrados e doutorados das universidades locais como a UFGD, UFMS, UNESP e USP. Pesquisando a cultura sul-mato-grossense, Marinho desenvolveu uma linguagem artística entre o teatro, a música e a literatura. Deste trabalho resultou a publicação de oito livros, um CD e vários espetáculos teatrais. Seus poemas e músicas tratam de questões como a política regional, a questão indígena e a cidade de Dourados (MS) mas apresenta principalmente temáticas universais: amor, terra, vida, desigualdade, pão, poesia.
A singularidade e a qualidade de suas obras levaram Emmanuel Marinho a vários lugares do País e do exterior, como o Fórum Barcelona de Cultura (Espanha) em 2004, e aos eventos literários mais importantes do Brasil: Jornada de Literatura em Passo Fundo (RS) em 2005; Festa Literária Internacional de Paratiy (RJ) em 2006 e ao Congresso de Leitura do Brasil (Cole) da Universidade de Campinas (SP) no ano de 2012.
Emmanuel é visceral no palco, revelando-se um ator que já trabalhou com consagrados nomes do teatro brasileiro e concebeu espetáculos elogiados pela crítica e pelo público, além do sucesso que faz dentro e fora de Mato Grosso do Sul, o poeta já foi citado em duas publicações de nível nacional: na revista “Palavra”, em matéria sobre poesia, no mês de setembro 2001, o poeta carioca Chacal menciona “os cobras da palavra viva: Vinícius de Moraes, Caetano Veloso, Arnaldo Antunes, Alen Ginsberg e Emmanuel Marinho”. Na Revista “Trip” o apresentador da Rede Globo, Cazé, em longa entrevista, disse como tudo começou com a poesia: “... um amigo, Emmanuel Marinho, poeta do Mato Grosso do Sul, me chamou para apresentar uns poemas em seu espetáculo. Foi a primeira experiência de falar em público. A partir daí, comecei a escrever poemas para declamar...”
Entre 2006 e 2011, foi coordenador de cultura da UFGD, quando, entre outras realizações, criou o Festival Internacional de Teatro de Dourados e desenvolveu o projeto pedagógico do curso de Artes Cênicas. “Quando recebi o convite para o projeto, a Universidade estava nascendo. Dois motivos me fizeram aceitar o desafio: a oportunidade de estar criando algo novo, instigante e prazeroso; e o fato de sempre ter sido um militante, que briga pela causa da cultura. Então pensei, por que não estar lá?”, explica Emmanuel.

## Obras
Livros: Ópera 3 (1980), Cantos de Terra (1982), Jardim das Violetras (1983), Margem de Papel (1994), Satilírico (1995), Caixa de Poemas (1997), Caixa das Delícias (2003) e Encantares (2015).
 Música: gravou o disco Teré, já em sua segunda edição, que reuniu nomes singulares da música brasileira - Itamar Assumpção, Paulo Lepetit, Toninho Ferragguti, Alzira Espíndola, Pedro Luis e a Parede, entre outros.. Em 2015 lança o CD ENCANTARES em parceria com Paulo Lepetit
Teatro: criador e intérprete dos espetáculos "Margem de Papel", "O Encantador de Palavras", "Satilírico", "Solo para Palavras e Sanfona de Brinquedo" , " Tudo Porã por Aqui " , "Porã", " A Bicicleta do Poeta ", " Encantares ", " Com a Palavra, o Poeta! " espetáculos solo, com encenação e texto do poeta..

## Prêmios
- Prêmio Marçal de Souza - Pela Defesa dos direitos humanos, concedido pela Câmara Municipal de Dourados – MS, em 1995
- Cidadão Da Paz, concedido pela Comunidade Bahá'i do Brasil em 1996, e novamente o Prêmio Marçal De Souza - Pela Defesa dos direitos humanos concedido pela Assembléia Legislativa de MS em 1997
- Prêmio Funarte de Circulação Literária [5]

## Frases
- - "Poesia não compra sapato, mas como andar sem poesia?"
  - "poesia tem de ler o mundo, tem de perturbar a ordem publica e protestar nas praças pela paz."